# مدفن جاوان
مدفن جاوان هو مدفن أثري يعود لفترة القرن الميلادي الثاني، اكتشفته شركة أرامكو عام 1952م في محجر جاوان في المنطقة الشرقية من المملكة العربية السعودية. المدفن غرفة ضريح كبيرة يتكون من غرفة مركزية مستطيلة يُدخَل إليها عبر ممر طويل يأتي من جهة الغرب، ومن وسط الغرفة تتفرع خمسة تجويفات، واحد للشرق واثنان للشمال واثنان للجنوب، التجويفان الشماليان والجنوبيان يحوي كل واحد منهما على حفرة دفن واحدة، بينما التجويف الشرقي يحتوي على حفرتين للدفن واحدة وراء الأخرى. خارج المدفن يوجد أربعة مدافن إضافية من صناديق مستطيلة بنيت ملاصقة لجدران الغرفة المركزية، مدفن من الجهة الشمالية الشرقية وثانٍ من الجهة الجنوبية الشرقية وثالث من الجهة الجنوبية ورابع من الجهة الجنوبية الغربية.
شيد المبنى بالكامل من الأحجار الجيرية المحلية، من الخارج تتكون جدرانه من ركام من الحجارة الجيرية الممسوحة بالجص والتي تحتضن من الداخل جدرانًا مبنية من كتل من الأحجار الجيرية المستطيلة الشكل والمقصوصة قصا جيداً، وقد رصت هذه الأحجار مع بعضها البعض باستخدام القليل من الملاط.

## قصة الكشف
في الثاني والعشرين من شهر مارس من عام 1952 وبينما كان بعض العمال التابعين لشركة ارامكو يعملون داخل محجر جاوان الذي يقع على بعد 6 كيلومترات شمال صفوى في شرق المملكة العربية السعودية، إصطدمت إحدى الجرافات أثناء عملها في جرف كومة من التراب داخل المحجر ببناء حجري ظهر فجأة من وسط التراب. أوقف قائد الجرافة آلته على الفور ونزل ليتحقق من الأمر، حيث أدرك فوراً بأن ما اصطدم به كان إحدى الزوايا في جدار مبنى قديم وغير مألوف، واستطاع الرجل أن يميز من خلال الفتحة التي أحدثتها الجرافة عدداً من العظام البشرية المتناثرة.
تم الإبلاغ عن الكشف في صبيحة اليوم التالي، حيث دخل توماس بارجر (رئيس إدارة العلاقات الحكومية ولاحقا رئيس ارامكو من عام 1959م حتى 1969م) إلى مكتب الباحث فريدريكو فيدال F.S.Vidal في قسم الأبحاث العربية The Arabian Research التابع لإدارة العلاقات الحكومية، وأبلغه عن الاكتشاف الجديد في جاوان، حيث قام فيدال بمباشرة التحقيقات الأولية بعد ظهر نفس اليوم. في الخامس والعشرين من مارس قام بارغر وفيدال بإبلاغ الأمير سعود بن جلوي أمير المنطقة الشرقية حينذاك عن هذا الاكتشاف، وبما أن جاوان كانت تقع تحت إشراف أرامكو فقد طلب منهم الأمير أن تقوم الشركة بالإشراف الكامل عن عملية التنقيب الأثري وإبلاغه بالنتائج. استغرقت عملية الكشف الأثري في جاوان مدة أربعة شهور ونصف واستغرقت الدراسات المخبرية مدة سنة ونصف.

## وصف المبنى
إن مبنى جاوان هو عبارة عن غرفة ضريح كبيرة (25X70 قدم تقريباً)، حيث يتكون من غرفة مركزية مستطيلة يُدخَلْ إليها عبر ممر طويل يأتي من جهة الغرب، ومن وسط هذه الغرفة تتفرع خمسة تجويفات، واحد للشرق واثنان للشمال واثنان للجنوب. التجويفان الشماليان والجنوبيان يحوي كل واحد منهما على حفرة دفن واحدة، بينما التجويف الشرقي يحتوي على حفرتين للدفن واحدة وراء الأخرى.
أما خارج المبنى فيقع فيه أربعة مدافن إضافية هي عبارة عن صناديق مستطيلة بنيت ملاصقة لجدران الغرفة المركزية، مدفن من الجهة الشمالية الشرقية وثانٍ من الجهة الجنوبية الشرقية وثالث من الجهة الجنوبية ورابع من الجهة الجنوبية الغربية.
شيد المبنى بالكامل من الأحجار الجيرية المحلية. فمن الخارج تتكون جدرانه من ركام من الحجارة الجيرية الممسوحة بالجص والتي تحتضن من الداخل جدرانا مبنية من كتل من الأحجار الجيرية المستطيلة الشكل والمقصوصة قصا جيداً، وقد رصت هذه الأحجار مع بعضها البعض باستخدام القليل من الملاط.

## طريقة الدفن

بالنسبة للقبور الداخلية، فبعد أن يوضع الميت في داخل قبره، تتم تغطية القبر بألواح من الحجر الجيري ومن ثم تغطى بالجص لتثبيت الألواح وبعد ذلك تراكم عليها طبقة من الأحجار الجيرية ثم يوضع من فوقها الجص مجدداً لعزل القبر. أما بالنسبة للقبور الخارجية، فهي تغطى بألواح الحجر الجيري التي تعلوها طبقة من الجص فقط.

## التنقيب
عندما قام فيدال بزيارة القبر لأول مرة في الثالث والعشرين من شهر مارس، أدرك فوراً بأن الغرفة الكبيرة وتجاويفها الخمسة قد تم الدخول إليها مسبقاً في الأزمنة القديمة، إذ كانت المحتويات من عظام وحجارة وملاط ورمال مبعثرة في الداخل. وإضافة إلى ذلك، فقد جاءت جماعة من إحدى القرى المجاورة إلى المدفن خلال الفترة من يوم 23 إلى 26 مارس وقامت بتدمير التجويف الشرقي بحثا عن الكنوز القديمة، لذلك لم يكن هذا الجزء من عملية التنقيب مشجعاً للغاية.
لقد وجد المنقبون داخل الغرفة مايقرب من الثمانين هيكلا عظمياً بشرياً، بالإضافة إلى بقايا من شظايا الزجاج وملعقة برونزية صغيرة ونحيفة والعديد من خرز الزجاج والعقيق وبعض من قطع الفخار المزجج والعادي.
لقد بني هذا القبر أصلاً ليضم رفات ستة أشخاص فقط، إلا أنه ما أن تم الفراغ من بناءه والدفن فيه حتى تم نهبه من قبل لصوص المقابر، ومن بعد ذلك أُستُخدِمَ القبر المنهوب لدفن عظام الأشخاص الآخرين فيه. وتظهر الدلائل أن بعض الموتى المتأخرى ن من الذين وضعوا داخل القبر قد تم إحراقهم مع ممتلكاتهم. إن موقع جاوان القريب من البحر جعلها تتأثر بشدة بحركة المد، وذلك لأن صخورها الجيرية كانت مساميةً جداً، فقد كانت البقايا داخل القبر رطبة للغاية وكان يتوجب الحفر لإخراجها ببطئ شديد، إذ كان يتوجب في حالات كثيرة الانتظار لعدة أسابيع حتى يجف السطح لكي يستطاع ازالة كتلة من التراب الرطب لتترك بعد ذلك في الخارج لعدة أشهر حتى تجف. إنه لمن المثير للاهتمام أن نسجل هنا إنه بالرغم من أن عملية التنقيب كانت قد انتهت في شهر سبتمبر من عام 1952 إلا ان بعض الكتل كانت قد تركت لتجف حتى شهر ديسمبر من عام 1953، أي لمدة خمسة عشر شهراً تقريباً.
عندما انتهى الناس الذين بنوا هذا القبر من مهمتهم، قاموا بإهالة التراب والرمل على كامل المبنى على شكل كومة بدلاً من أن يرصوه بإحكام، ولكي نتمكن نحن من دراسة تركيب هذه الكومة ولاستكشاف الجدران الخارجية للقبر وأيضا لإيجاد ما إذا كانت هناك أية بقايا فيها يمكن أن تشير إلى عمر القبر، حيث أننا لم نعثر على أي شيء داخل الغرفة الكبيرة يساعد على ذلك، فقد قررنا أن نحفر خندقا حول كامل المبنى.
في هذه المرحلة وأثناء حفرنا للخندق، ظهرت لنا المدافن الخارجية الأربعة التي قد أشرنا إليها. هذه المدافن الخارجية لم تلمسها يد إنسان منذ أن تمت تغطيتها أول مرة، حيث لم يفطن لصوص المقابر الأوائل إلى وجودها أصلاً. كما أن سكان القرية الذين عبثوا بالموقع بعد أن كشفنا عنه، أخطأوا مكان أحد هذه القبور بمسافة تقل عن 12 بوصة فقط وذلك عندما توقفوا عن تدميرهم للتجويف الشرقي. أما من ناحيتنا، فنحن لم نقم بلمس هذه القبور حتى فرغنا من حفر الخندق بالكامل ووصلنا إلى القاع الصخري ومن ثم قمنا بتصويرها وقياسها جميعا، فعلى سبيل المثال كان المدفن الجنوبي متماثلا مع المدفنين الآخرين، إلا أن المدفن الشمالي الشرقي كان منخفضا عن الآخرين نوعا ما.

## فتاة جاوان
كان المدفن الشمالي الشرقي يحتوي على بقايا فتاة صغيرة في السادسة من عمرها بينما احتوت المدافن الثلاثة الأخرى على بقايا ذكور بالغين تراوحت أعمارهم بين الـواحد والعشرين والخمسون سنة. لقد تم دفنهم جميعا مع حاجياتهم، كلٌ وسط تابوت خشبي مصنوعة من جذوع النخل، ويبدو أنها كانت مغلقة بمسامير حديدية. كانت بقايا ملابسهم تدل على انهم كانوا يستعملون الثياب القطنية. لم يكن موتهم طبيعيا، فلقد قضى الأربعة نحبهم قتلى من خلال ضربهم على رؤوسهم بسلاح ثقيل، وفي إحدى الحالات على الأقل، تم طعن الرأس في الجهة اليسرى فوق الأذن مباشرة.
كانت البقايا في المدافن الأربعة كما يلي:
المدفن الجنوبي الغربي: كان الهيكل العظمي فيه مطروحا بحيث يشير رأسه إلى الجنوب. لقد أمكننا التعرف على خشب التابوت ولكن العظام كانت في حالة سيئة جداً. وجدنا قطعة أثرية واحدة داخل هذا القبر هي عبارة عن مشبك ذهبي صغير للشعر.
المدفن الجنوبي: كان الهيكل العظمي فيه مطروحا بحيث يشير رأسه إلى جهة الغرب. وكان خشب الجزء الأعلى من التابوت يدل على انه كان منحوتا. وجدنا في هذا القبر مشبكين ذهبيين للشعر من نفس الحجم، وسيف حديدي في حالة سيئة جداً، كان السيف قصيراً ومن النوع العريض الذي يشبه ورق الشجر، كان السيف موضوعا على الجانب الايسر من الهيكل العظمي، وكان الغمد مصنوحا من الخشب المغطى بالجلد وكان المقبض مصنوعا من العاج. إضطررنا للاستعانة بالمجهر للتعرف على بقايا السيف الذي كان في حالة سيئة جداً.
المدفن الجنوبي الشرقي: كان رأس الهيكل العظمي فيه يشير إلى جهة الشمال. لقد انفصلت إحدى الألواح الحجرية التي كانت تغطي هذا القبر وسقطت على الهيكل العظمي مما تسبب في دمار جزء كبير منه. فكان هذا الهيكل من بين جميع الهياكل الثلاثة في الجزء الجنوبي من المدفن هو أسوأهم حالاً. كانت القطعة الأثرية الوحيدة في هذا القبر هو سيف حديدي من النوع الطويل المستدق، وكان موضوعاأيضا على الجانب الأيسر من الهيكل العظمي. كان السيف مكسورا إلى ثمان قطع، وبسبب تأثير الزمن عليه فان السيف فقد استقامته وانحنى إلى الأمام قليلاً. الغمد كان مصنوعا من الخشب ومغطى بالجلد ويبدو أن المقبض كان أيضا مصنوعا من الخشب. كان الجلد مشدوداً إلى خشب الغمد من الأعلى بواسطة سوار من البرونز ويبدو أن حواف الغمد كانت مصنوعة من الحديد حيث وجدنا عدداً من شظايا الحديد التي لايمكن إعادة تركيبها.
المدفن الشمالي الشرقي: كان رأس الهيكل العظمي فيه يشير إلى جهة الغرب وكانت ألواح الغطاء الحجرية ما زالت في مثبتة في مكانها، لكن القبر قد عانى كثيرا من الرطوبة وتسلل الطين إليه، فعندما فتحنا القبر كانت جميع البقايا مغطاة بطبقة من الطين الرطب الثقيل بسماكة 12 سنتمتر، كان بالكاد يمكننا التعرف على بقايا التابوت الخشبي. كان الميت في هذا المدفن عبارة عن طفلة صغيرة في السادسة من عمرها وكانت قد قتلت هي أيضا وتم دفن مقتنياتها معها.
القطع الأثرية التي وجدت في هذا القبر :

تمثال فينوس جاوان الذي وجد في قبر الفتاة.

تم العثور على تمثالين صغيرين بارتفاع 20 سنتمتراً، كان الأول منهما مصنوعا من الجبس ويشبه بعض التماثيل الشرق أوسطية المعروفة، أما التمثال الآخر فكان مصنوعا من المرمر وهو من نوعية تماثيل (فينوس) المعروفة في العالم الإغريقي والهلينستي. كذلك عثرنا في هذا القبر على وعاء ومرآة مصنوعان من البرونز وقد بينت الدراسة المجهرية أن مقبض المرآة كان مصنوعاً من المرمر. لقد تأثرت القطع البرونزية كثيرا من الحالة الرطبة للقبر مما أدى إلى ظهور طبقة غامقة من الصدأ الأخضر عليها. كان هناك أيضا تمثال صغير مصنوع من المرمر وهو في حالة سيئة، ويحتمل أنه كان (دمية) للفتاة، وجدنا كذلك عدداً من القطع المرمرية التي لا يمكن التعرف عليها.
كانت الفتاة في هذا القبر ترتدي رداء لم يتبق منه شيء يذكر وهو مشبوك مع بعضه عند الكتف الأيمن بمشبكين ذهبيين، وكان شعرها مصففاً بأربعةٍ من المشابك الذهبية، اثنان من كل جهة. بالإضافة إلى ذلك، كانت الفتاة ترتدي عصابة عنق ذهبية تتدلى منها حلية ذهبية مسطحة ومدورة ومرصعة بالعقيق، وأيضا طقم من الأقراط المشغولة جيداً، حيث يتكون من أقراط تتدلى منها حلية من الذهب واللؤلؤ وترتبط مع أقراط الأذن الأخرى بسلسلة ذهبية رقيقة ومرنة تمر أسفل الذقن وبالقرب من موضع اتصال السلسلة الذهبية من الطرفين كانت هناك حليتين ذهبيتين على شكل دمعة مرصعة بالعقيق. لقد تعرفنا على وجود اللؤلؤ في الأقراط من خلال وجود مسحوق أبيض متحلل.
كان وضع الخرز الموجود يدل على أن الفتاة كانت ترتدي حول عنقها قلادة من أحجار كريمة متنوعة، عقيق، عقيق احمر، جمشت، عقيق يماني ولؤلؤ، بالإضافة إلى القليل من الحبات الذهبية بإشكال عدة: بصلية، حلقية، صولجانية، وإثنتان تمثلان اصداف الودع. وباستثناء واحدة، فلقد دمرت جميع اللآلئ ولم يبق منها إلا ذلك المسحوق الأبيض. لقد قمت بإعادة تركيب طقم الأقراط والقلادة استنادا على موضع الخرزات النسبي وباستخدام اللؤلؤ الصناعي، وحيثما كانت خرزات العقيق مدمرة بفعل الزمن، استعضت عنها بالبلاستيك الأحمر.

بالإضافة إلى هذه الحلي، فإن القبر كان يحتوي على قطع عظام لحيوانات لم يتم التعرف عليها. كانت بعض مواضع الطين الموجود على القسم الأوسط من الهيكل العظمي ملطخة باللون الأرجواني، ولقد استنتجت حينها بأن ذلك ناتج عن كلوريد الفضة كلوريد الفضة وقد أثبتت التحاليل المخبرية اللاحقة صحة ظني هذا، مما يعني أن هذه الفتاة كانت ترتدي أيضا حلية فضية لم يبق منها إلا هذه البقع الأرجوانية. كانت هناك أيضا قطع صغيرة من معدن أرجواني اللون من الممكن أن تكون شظايا خواتم. وبالقرب من رأس الهيكل العظمي كانت هناك قارورة صغيرة (5 سنتميتر) مصنوعة من زجاج رقيق كالورق من النوع المسمى بقارورة الدمعة، وما أن جفت هذه القارورة حتى فقدت بريقها وشفافيتها وتكسرت بالكامل.

## الاستنتاجات
اعتماداً على هذا الكشف الأثري في جاوان والذي يبدو بأنه بقايا لقرية كبيرة وكذلك بالاعتماد على الحقائق التي أصبحنا نعرفها الآن، نستطيع القول بأن جاوان هذه كانت موقعاً لمستوطنة قديمة. ربما كان أهلها في القديم كانوا من التجار أو البحارة وعلى الأرجح أيضاً أنهم قد عملوا في الغوص والزراعة، أما بالنسبة لديانتهم فنحن لا نعلم عنها شيئا، ولكن وجود التماثيل الصغيرة وبعض عظام الحيوانات التي من المرجح أنها كانت تستخدم كتمائم، يدل على أنهم كانوا من الوثنيين. كذلك فإنه من الواضح جداً أن تجارة هؤلاء الناس قد أوصلتهم إلى أماكن بعيدة كالغرب الهلينستي وربما أيضاً إلى جنوب غرب أفريقيا والهند وسيلان حيث يظهر ذلك جلياً من خلال بقايا الخرز والعاج، أما الحلي الذهبية فقد يكون مصدرها من المنطقة العربية أو من خارجها. كانت ثقافة أهل جاوان قريبة جداً من ثقافة العالم البارثي التي تأثرت بقوة بالثقافتين الهلنستيه والرومانية، ومن المحتمل أيضاً أنهم كانو حلفاء أو على اتصال مع مملكة (Kharax Spasinou) على رأس الخليج العربي.
وبالأخذ في الاعتبار حجم وجمال مبنى القبر، فمن المحتمل جداً ان يكون هذا القبر هو لسادة مستوطنة جاوان، كذلك فإنه من المعقول أن نفترض بأنه عندما أكتمل بناء المدفن كان سيضم في داخله ستة من قبور أعضاء عائلة الحاكم، وإنه عندما تم دفن آخر أفراد العائلة الحاكمة في القبر تم قتل أربعة من أتباعهم ودفنهم في نفس المكان وذلك ليرافقوا العائلة في الحياة الأخرى. إنني شخصيا أعتقد بأن الذكرين اللذان دفنا مع سيفيهما هما من مرافقي الحاكم الشخصيين، أما الذكر الثالث فمن المرجح أنه كان خادماً أو عبداً.
أما بالنسبة للفتاة، فكونها قد قتلت، فإنما يدل ذلك على أنها كانت من العبيد أو الخدم، ولكن تزويدها بكل هذا الكم من الحلي يجعلني أعتقد أنها كانت أمَةً مفضلة أو ابنة أمَةٍ لأحد أفراد عائلة الحاكم أو لربما كانت رفيقة اللعب لإبنة الحاكم. وعلى أي حال، فإنها كانت على الأرجح محبوبة جداً عند عائلة الحاكم.
بالمقارنة مع بقايا وجدت في أمكنة أخرى من الشرق الأوسط، فإننا نستدل على أن هذا القبر قد بني على الأرجح في القرن الثاني الميلادي، أي قبل ظهور الإسلام بـ 500 سنة تقريباً. إنه لمما يؤسف له أن سارقي القبور في العصور القديمة، وكما هي عادتهم دائماً في القبور الأخرى، قد قاموا بتدمير وإزالة كامل المحتويات في المبنى الرئيسي مما منعنا من تحديد تاريخه بدقة. ولكننا نقدر أن نحكم من خلال محتويات قبور الخدم الخارجية، بأن داخل المبنى كان مليئاً بأثاث المدافن الذي كان من الممكن أن يساعدنا على تأريخ القبر بدرجة أفضل.
إن عمليات التنقيب التي ستتم مستقبلاً في هذه المنطقة ستكون على الأرجح قادرة على أن تعطينا تأريخاً أكثر دقة للقبر وستكون كذلك قادرة على إعطائنا تسلسلاً تاريخياً أكثر اعتمادية لتاريخ هذا الجزء من الجزيرة العربية قبل الإسلام.

## الحفظ
بعد أن اكتمل العمل الميداني في الموقع، أزيل كامل الركام حول القبر وأُحيط المبنى بسياج فولاذي له باب من جهته الغربية وقد سُلِمَ مفتاح ذلك الباب مع هذا التقرير. إن جميع المواد المستخرجة قد تم قياسها وتصويرها وتصنيفها ومعالجتها للحفظ وهي جاهزه للتسليم حسب أوامر الحكومة السعودية.

## دراسة علمية عن عين جاوان
وقد نشر الدكتور عبد الله بن سعود السعود مدير عام المتاحف (سابقا) دراسة علمية عن موقع عين جاوان الُري قال فيها:
يعد موقع عين جاوان من أكبر المواقع الأثرية في المملكة حيث تقدر مساحته الإجمالية بحوالي 200 هكتار؛ ونظراً لكبر مساحة الموقع وأهميته بوصفه نقطة قريبة من ساحل البحر يرجح أن الموقع ربما كان مستوطنة بلبانة Bilbana التي رسمت في خريطة بطليموس، بينما ذكر الموقع في المصادر العربية باسم الجونين أوالجونان.
يتكون الموقع من مستوطنة أثرية واسعة، يظهر فوق سطحها بقايا رؤوس جدران مبنية بالحجارة الجيرية والطين ومغطاة بطبقة لياسة جصية بيضاء. في حين ينتشر بالموقع سلسلة من المدافن التلالية، وهي مدافن تتسم بصغر حجمها قياساً بمثيلاتها في موقع مدافن الظهران وعين السيح بالمنطقة الشرقية.
وتعود قصة اكتشاف الموقع إلى عام 1943 م إبان الحرب العالمية الثانية حين اتخذت شركة أرامكو السعودية من أراضي الموقع مقلعاً لدفن ساحل ميناء رأس تنورة، وفي أثناء عمل الجرافات عثر العمال على مبان غامضة مدفونة تحت الرمال.
في عام 1945 م عثرت شركة أرامكو في جاوان على نقش بالخط المسند الجنوبي تكسرت أطرافه بالمعاول قبل معرفته، وقد اتضح بأنه قبر لامرأة يقال لها جشم بنت عمرة عمره بن تحيو من أسرة عور آل عور من قبيلة شدب، وقد أفتتح النقش عبارة نفس وقبر. وفي عام 1950 م نشر ليونارد بوين Leb. Bowen دراسة عن فخار عين جاوان. 1950. وهي دراسة جيدة وتحتوي على معلومات لا تتوفر في غيرها حيث أنها جمعت نتائج الدراسات السابقة عليها في موضع واحد.
في 22 مارس عام 1952 م قامت شركة أرامكو بتكليف عالم الآثار فردريك شمد فيدال بالكشف العملي عن الموقع الذي استمر زهاء 22 شهراً. وقد قام الباحث بالتنقيب في الموقع حيث عثر بطريق المصادفة على مقبرة ضريح المعروف حاليا بضريح جاوان، المشيد بالحجر الكلسي المحلى المطلي بالحجر من الخارج.
ويمكن القول أن تاريخ الضريح يعود إلى القرن الأول الميلادي تقريباً، وهناك ما يبرر الافتراض بأن هذا الضريح كان ضريح أسرة ذات شأن دأبت على التجارة وركوب البحار، وربما صيد اللؤلؤ والزراعة أيضاً.
ولا شك في أنهم كانوا على اتصال بالهند والعالمين الهلليني والبارثي في الغرب والشمال أيضاً. وحاليا يعرض جزء من الآثار المكتشفة في المتحف الوطني بالرياض. وهناك العديد من الدراسات التي نشرت عن ضريح عين جاوان منها كتاب للدكتور/ دانيال بوتس . Potts D بعنوان “ مسكوكات ما قبل الإسلام في شرق الجزيرة العربية “حيث قام بدراسة عملات عين جاوان مع عملات أخرى من شرق الجزيرة العربية قبل الإسلام.
وهو تمثال لأفروديت أو فينوس من نوع كان شائعاً جداً في الشرق الأدنى القديم خاصة في العصر الهلينستي. وهنالك تمثال ثالث منحوت من العاج متآكل. وقد عثر في الضريح أيضاً على طاسة برونزية ومرآة تآكلتا تآكلا بالغاً، وقد كشفت الدراسة المجهرية أن المرآة كانت قد حليت بيد عاجية. أما المجوهرات فكانت عبارة عن حلقتين من الذهب فوق الكتف اليسرى ربما كان القصد منهما أن تمسكا العباءة أو ما يشابهها من اللباس، وكذلك أربع حلقات من الذهب يحلى بها الشعر.
وبالإضافة إلى ذلك فقد عثر على طوق مزدوج من العقيق، وعلى طقم أقراط دقيق الصنع يتألف من الأقراط ذاتها والعقيق الذي يرصعها، وحلية على شكل مزهرية تتدلى من سلسلة ومصنوعة من الذهب واللؤلؤ، وسلسلة دقيقة مجدولة تصل القرطين وتنعقد تحت الذقن. وحليت السلسلة بالقرب من نقلة الاتصال ببعض من العقيق يشبه الدمعة في شكله. ولم تحتفظ حبات اللؤلؤ بشكلها إلا أنه أمكن تمييزها بالاستناد إلى المسحوق الأبيض الساقط منها، وقد دل مكان الحبات التي عثر عليها على أن الفتاة كانت تلبس عقداً مصنوعا من أحجار مختلفة؛ العقيق البجادي، والعقيق الأحمر، والحجر الكريم الأزرق، والعقيق اليماني، واللؤلؤ، وبضع حبات ذهبية صغيرة مختلفة الأشكال منها البصلي والحلقي والأسطواني والصولجاني. وبالإضافة إلى الحلي فقد أحتوى الضريح على قطعة من ضلع حيوان ربما استعملت كأداة للتجميل. وهنالك قطع صغيرة جداً من معدن أرجواني اللون يمكن أن تكون فتات خواتم أبلاها الزمن.
كما عثر في الموقع على مجموعات من الفخار المتنوع والمتميز والذي يعود أكثره إلى الفترة الهلينستية منه الفخار المطلي، وغير المطلي، والمزجج، وكذلك الأواني الحجرية.
وتم الكشف عن مجموعة من العملات تعود إلى الفترة الهلينستية، وكلها ملتقطات سطحية، وأغلبها ذات سك محلي بالمنطقة، والبعض منها ممّا كان متداولا في الشرق الأدنى القديم.
كما تم الكشف عن بعض من النقوش الكتابية بالخط المسند الحسائي، ومنها ما كشفه العمال المشتغلون في عام 1945 م عن نقش جنائزي وقد تكسرت بعض أجزائه وهو دليل قوي على وجود مدافن بالموقع.

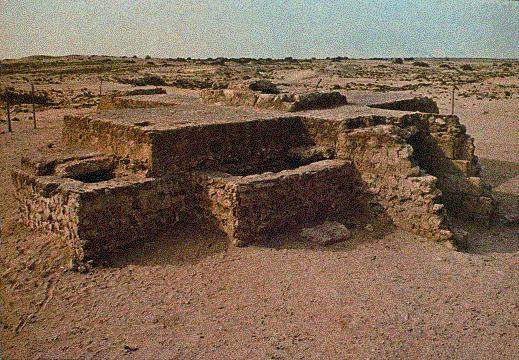

في عام 1977 م قام فريق أثري من الإدارة العامة للآثار والمتاحف السعودية وبمشاركة فريق من جامعة هارفارد الأمريكية بتنفيذ المرحلة الثانية للمسح الأثري الشامل للمنطقة الشرقية، ونتج عن ذلك المسح كتابة تقرير أثري بعنوان: “التقرير المبدئي عن المرحلة الثانية لمسح المنطقة الشرقية 1977 م” نشر في مجلة أطلال، العدد الثاني 1978 م.
كما أن الموقع من المواقع التي شملتها المسوح الأثرية التالبعة للهيئة العامة للسياحة والتراث الوطني.

## وصلات خارجية
- مقالة لأحمد مكي الغانم بعنوان مواقع مجهولة: جاوان موعد مع الأقدار، مجلة الواحة.
- مقالة لنزار العبد الجبار بعنوان جاوان وحضارتها المجهولة، واحة القطيف.